# Point (Teksas)
Point je grad u američkoj saveznoj državi Teksas. Prema popisu stanovništva iz 2010. u njemu je živjelo 820 stanovnika.